# Промахонас – Аттика

Промахонас — Аттика — головний грецький газопровід, який з'єднує північні та центральні райони країни.
У 1996-му до Греції почались поставки російського газу, що надходив із болгарського Транзитного газопроводу у газопровід Промахонас — Аттика та прямував ним на південь до столиці країни. Протяжність системи, що завершується на західній околиці Афін, становить 512 км, з них перші 120 км виконані в діаметрі 900 мм, а наступні в діаметрі 750 мм. Трубопровід розрахований на робочий тиск 7 МПа.
На трасі газопроводу працює одна компресорна станція Nea Mesimvria, розташована в районі переходу на менший діаметр. Її ввели в експлуатацію у 2012 році з двома газоперекачувальними агрегатами (компресор Solar 453 + газова турбіна Solar Taurus 70) потужністю по 7,7 МВт кожен. Для безпосереднього виконання своєї функції їй достатньо одного агрегату, тоді як інший виконує функцію резерву. Станція має операційний ліміт у 5,5 млрд м3 на рік.
Від основної траси прокладено ряд відгалужень, котрі передусім живлять нові парогазові електростанції комбінованого циклу, зокрема:
- трубопровід довжиною 102 км, виконаний у тому ж діаметрі що й головна магістраль — 750 мм, котрий прямує в південно-східний кут Аттики до ТЕС Лавріон;
- відгалуження до ТЕС Алівері на острові Евбея, куди веде лінія довжиною 73 км в діаметрі 500 мм, яка включає підводну ділянку довжиною 14 км;
- трубопровід довжиною 28 км в діаметрі 500 мм до алюмінієвого комбінату на узбережжі Коринфської затоки, на площадці якого діє ТЕС Дістомо;
- газопровід довжиною 28 км в діаметрі 500 мм до промислового парку на південь від стародавніх Фів, в якому зокрема діє ТЕС Фіви;
- коротке — 0,7 км — відгалуження діаметром 350 мм до ТЕС Херон (як і дві попередні, розташована в історичній області Беотія);
- трубопровід довжиною 25 км з діаметром 600 мм до другого за величиною міста країни Салоніки, де, зокрема, діє ТЕС Салоніки.
Крім того, на північному сході країни через трубопровід Карпері – Комотіні спершу подали газ на ТЕС Комотіні, а потім забезпечили з'єднання з турецькою газотранспортною системою. А на південному заході з системою Промахонас — Аттика сполучений газопровід Аттика – Мегалополіс, котрий прямує у південно-західному напрямку на півострів Пелопоннес.